# Serge Toubiana
Serge Toubiana (Susa, 15 agosto 1946) è un critico cinematografico francese.

## Biografia
All'età di 13 anni lascia la Tunisia per seguire la famiglia in Francia, stabilendosi a Marsiglia, a Grenoble e infine a Parigi, dove vive dal 1971. Fino al 1968 è iscritto al Partito Comunista Francese, successivamente alla repressione della Primavera di Praga aderisce temporaneamente a una formazione maoista. In seguito assumerà posizioni politiche meno radicali, e nel 2002 è uno dei firmatari di una petizione di intellettuali per l'elezione di Lionel Jospin alla presidenza della Repubblica.
Critico dal 1972 dei Cahiers du cinéma, ne diventa in breve tempo direttore (dal 1974 al 1981 a fianco di Serge Daney e dal 1981 al 1991 come direttore unico). Durante la sua lunga gestione rilancia la rivista, che nel 1986 raggiunge una diffusione record di 35 000 copie. La politica editoriale di Toubiana è caratterizzata, in particolare, da una rivalutazione del cinema statunitense, dall'attenzione al cinema asiatico e dall'apertura al contributo di intellettuali come Michel Foucault. Scopritore di nuovi talenti nel campo della critica cinematografica, è coautore di una monumentale biografia di François Truffaut.
La sua competenza e professionalità gli sono unanimemente riconosciute, tanto che nel maggio 2003 è nominato direttore generale della Cinémathèque française di Parigi dal ministro della Cultura Jean-Jacques Aillagon, esponente del partito di Jacques Chirac.
Dal 29 marzo 2009, è presidente del consiglio d'amministrazione dell'École nationale supérieure d'architecture di Paris-Malaquais. L'incarico gli è stato rinnovato con decreto del 24 giugno 2011.
Collabora con l'emittente radiofonica France Culture ed è autore di documentari televisivi.

## Onorificenze
Ufficiale della Legion d'onore (31 dicembre 2015).

## Opere principali
- François Truffaut. La biografia (con Antoine de Baecque) (Lindau 2003)
- Il cinema di Amos Gitai - Frontiere e territori (Bruno Mondadori 2006)